# Alum Rock (Californie)
Alum Rock est une census-designated place du comté de Santa Clara, dans l'État de Californie, aux États-Unis,. En 2020, elle compte une population de 12 042 habitants.